# Mariam (córka Bagrata IV)
Mariam Bagrationi (gruz. მარიამი) – córka Bagrata IV króla Gruzji (1027-1072), była prawdopodobnie drugą żoną bizantyńskiego arystokraty Teodora Gabrasa.

## Życiorys
Mariam jest wymieniony w kronikach gruzińskich tylko w chwili śmierci ojca w listopadzie 1072. Anna Komnena w "Aleksjadzie" pisze w 1091 o ślubie Teodora Gabrasa z nie wymienioną z imienia szlachetnie urodzoną kobietą z Alanii. 